# Beedenbostel
Beedenbostel là một đô thị ở huyện huyện Celle, trong bang Niedersachsen, nước Đức. Đô thị Beedenbostel có diện tích 7,82 km².